# أبطال مسعى التنين
أبطال مسعى التنين: التنين المظلم وقلعة شجرة العالم (ドラゴンクエストヒーローズ 闇竜と世界樹の城 دوراغون كويستو ياميريو تو سيكاجو نو شيرو) كما تعرف في اليابان أو أبطال مسعى التنين: ويل شجرة العالم والخراب أدناها (بالإنجليزية: Dragon Quest Heroes: The World Tree's Woe and the Blight Below) كما تعرف في الولايات المتحدة، هي لعبة تقطيع وذبح طورتها أوميغا فورس ونشرتها سكوير إنكس لمنصتي بلاي ستيشن 3 و‌بلاي ستيشن 4. أُصدرت في اليابان وآسيا في فبراير 2015، وفي أمريكا الشمالية وأستراليا وأوروبا لمنصة بلاي ستيشن 4 فقط في أكتوبر 2015. وقد أُصدرت لاحقًا عبر ستيم لمنصة ويندوز في ديسمبر 2015 في جميع أنحاء العالم. تلقت اللعبة تقييمات إيجابية، وبإصدار لعبة لاحقة تسمى أبطال مسعى التنين 2 في اليابان في مايو 2016. أبطال مسعى التنين ستصدر لاحقًا مع لاحقتها في تجميعة لمنصة نينتندو سويتش.

## وصلات خارجية
- الموقع الرسمي
 (باليابانية)